# ケルン大司教ブルーノ
ケルン大司教ブルーノまたはケルンのブルーノ司教（925年5月 - 965年10月11日）は、中世ドイツのケルン大司教（在位：953年 - 965年）、ロートリンゲン公（在位：954年 - 965年）。皇帝オットー1世の末弟にあたる。カトリック教会では聖人、記念日は10月11日。

## 生涯と治績
ブルーノは東フランク王ハインリヒ1世とその2番目の妻リンゲルハイムのマティルデの末子にあたる。すでにブルーノが年少の頃から、彼が聖職に就くことは決められており、ブルーノはそのことを前提に入念に育てられた。951年、兄オットーはブルーノを宮廷礼拝堂の首席聖職者に任じた。
ブルーノの栄進はこれに留まらず、953年ケルン大司教に28歳で任じられる。この年、ロートリンゲン公でオットーの女婿にあたるコンラート赤公がオットーへの叛乱に加担したが、ケルン大司教位が空位となった。オットーはブルーノをこれに任じることで、コンラート側に対抗する強力な味方を得た。ロートリンゲン公領はその大部分がケルン大司教区に属していたのである。翌年、叛乱が瓦解に帰すと、オットーはコンラートの公位を廃し、かわってブルーノをロートリンゲン公とした。
ブルーノはロートリンゲン公領全体を領したほとんど最後のロートリンゲン公となった。959年、2人の地方領主ゴドフロワとフレデリックがそれぞれ辺境伯として上ロートリンゲンと下ロートリンゲンに任じられた。ブルーノの死後、上ロートリンゲン辺境伯と下ロートリンゲン辺境伯はそれぞれ公に昇格した。分割されたロートリンゲンは1033年から1044年の間だけ、ゴテロン1世のもとで統一された。
大司教と公爵（ブルーノの伝記作家であるルオツガーによれば「大公」）という聖俗権力をあわせもつ立場にあって、ブルーノはオットーに次ぐ権力者となり、その影響はドイツのみならず国外にも及んだ。954年に西フランク王ルイ4世とその臣下で最大の勢力を誇ったユーグ大公が相次いで亡くなると、ブルーノは、双方の義理の兄弟、かつ、それぞれの後継者である新王ロテールとユーグ・カペーの伯父として、西フランク王国の摂政役を務めた。
961年以降、ブルーノはオットーがイタリア遠征を行い不在であるときの摂政に任じられた。
ブルーノはランスで965年に死亡し、自身の創建になるケルンの聖パンタレイン修道院に葬られた。

## ケルン大司教としてのブルーノ
ケルンでのブルーノの地位はほとんど王侯に比すものであった。教会諸侯としてのケルン大司教領の基礎はこの時期に確立した。オットーはブルーノとその後継者に対し、通常は王の特権とされるさまざまな権威を与えた。砦の建造、市場の設置、貨幣の鋳造、ユダヤ人への保護と引き換えに徴収される特別税や市場での取引、ライン川沿いの関所などからの税を含むさまざまな徴税権などである。3世紀後のヴォーリンゲンの戦いまで、ケルン大司教は聖俗双方の支配者としてこの地方に君臨したのである。
ケルンにおけるブルーノの大司教宮廷は、この時代におけるドイツの知的・芸術的中心地となった。対して皇帝であるオットーの宮廷は、そのような文化的空気に乏しく、より軍事的色彩を帯びていた。この時期のケルンを中心とした文化活動はときに「オットー・ルネサンス」と呼ばれる。ケルンのブルーノの宮廷からは、次代のドイツの教会の指導者たちが多く輩出された。
中世のケルンに対するブルーノの影響は甚大である。ケルン大司教宮殿の造営に加え、ブルーノはケルン大聖堂をローマのサン・ピエトロ大聖堂（このときの聖堂は1248年に消失し、立て替えられて現在に至る）に比肩するまでに拡張した。またブルーノは古いローマ時代の城壁とライン川に挟まれた区域を要塞化し、3つの教会堂を建立した。先述の地区にトゥールのマルティヌスに捧げる聖堂、北側の市壁の外に使徒アンドレに捧げる聖堂、また市の郊外南西には聖パンタレインに捧げたベネディクト会の修道院である。
ブルーノはトロワから聖パトロクルスの聖遺物を移し、964年ゾーストのパトロクロス大聖堂（St Patrokli Dom）に埋葬した。今日も聖パトロクルスはその場所で崇敬されている。